# Vernickeln
Vernickeln ist der Sammelbegriff für verschiedene Verfahren zum Erzeugen eines Nickelüberzugs auf meist metallischen Gegenständen.

## Eigenschaften

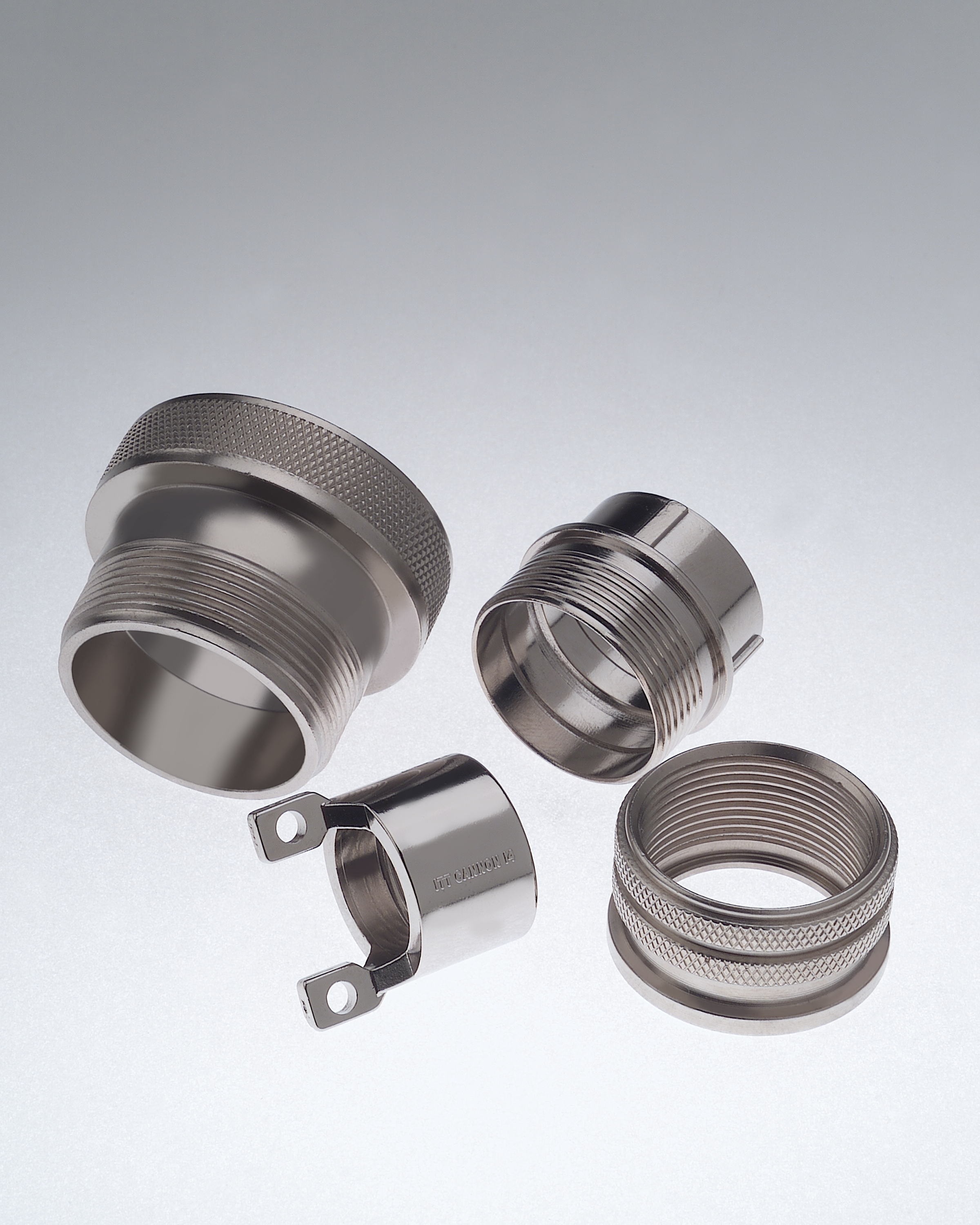
Vernickelte Werkstücke

Aufgrund seiner besonderen Eigenschaften ist Nickel für viele Anwendungen als Überzugsmetall besonders gut geeignet. Nickel ist gegen Luft, Wasser, verdünnte Säuren und die meisten Laugen, aber nicht gegen Salpetersäure, konzentrierte Salzsäure und Ammoniak beständig.

## Erzeugung der Nickelschicht
Die Nickelschicht wird auf elektrolytischem Wege aus nickelsalzhaltigen, wässrigen Lösungen, sogenannten Nickelelektrolyten, abgeschieden. Nickelelektrolyte haben normalerweise Nickelplatten oder Nickelgranulat als Anode, sie dienen dem Nachschub von Metallionen.

## Wirkungsgrad des Verfahrens
Die Verfahren zur Abscheidung von Nickel sind seit langem bekannt und inzwischen stark optimiert. Die meisten Nickelelektrolyte erreichen einen Wirkungsgrad von >98 %, das heißt, dass über 98 % des zugeführten Stroms für die Metallabscheidung genutzt wird. Der restliche Strom geht in unerwünschten elektrolytischen Vorgängen verloren, wie zum Beispiel der Wasserstoffentwicklung.

## Aussehen der Nickelschicht
Nickeloberflächen sind nicht gegen Anlaufen beständig, d. h., es kann mit der Zeit zur dunklen Verfärbung kommen. Nickel hat eine silberhelle Farbe, unterscheidet sich aber von Chromoberflächen durch einen charakteristischen leicht gelblichen Farbton.
Das Aussehen der Nickelschicht ist stark von der Einhaltung der richtigen Parameter beim Galvanisieren abhängig. So muss die Zufuhr von Glanz- und Zusatzstoffen, aber auch der Metallionengehalt sowie die Temperatur und der pH-Wert in engen Toleranzen gehalten werden. Die jeweiligen Parameter sind von der Art des Elektrolyten abhängig.

## Basiskörper
Gegenstände/ Basiskörper/ Substrate/ Grundwerkstoffe, die vernickelt werden, bestehen häufig aus/ sind Stahl, Zinkdruckguss, Messing oder Aluminium, seltener auch aus anderen Metallen, Legierungen oder Kunststoff.

## Galvanisches Vernickeln
Nickelüberzüge gehören zu den wichtigsten und am häufigsten eingesetzten galvanotechnisch erzeugten Metallüberzügen. Beim galvanischen Vernickeln (vgl. DIN EN 12540, ersetzt durch DIN EN ISO 1456, Dez. 2009) werden die zu vernickelnden Gegenstände nach einer geeigneten Vorbehandlung in einen Nickelelektrolyten eingetaucht und durch das Anlegen einer elektrischen Spannung scheidet sich auf der Oberfläche des Gegenstands ein Nickelüberzug ab.
Die Nickelabscheidung an der Kathode läuft vereinfacht nach folgendem Schema ab:
{\displaystyle \mathrm {Ni^{2+}\ +\ 2\ e^{-}\longrightarrow \ Ni} }
Die Vorgänge sind in der Realität allerdings komplizierter, da die Nickelionen erst ihre Hydrathülle abstreifen müssen, ehe sie zu metallischem Nickel reduziert werden.
Das Galvanische Vernickeln gibt es in zahlreichen Varianten:

### Glanzvernickeln
Durch spezielle Glanzzusätze im Elektrolyten und durch Einstellung bestimmter Verfahrensparameter werden feine Unregelmäßigkeiten in der Oberfläche der Rohteile eingeebnet und es entsteht eine glänzende Oberfläche, die bevorzugt bei dekorativen Anwendungen eingesetzt wird. Glanznickelüberzüge sind spröder als Mattnickelüberzüge.

### Mattvernickeln
Wenn man einen Glanznickelelektrolyten ohne Glanzzusätze betreibt, dann werden die Nickelüberzüge nicht glänzend, sondern matt. Das matte Aussehen ist aber nicht gleichmäßig, sondern uneinheitlich. Um eine gleichmäßig matte Oberfläche zu erzeugen, gibt es spezielle Mattnickel-Elektrolyte, die mit feindispersen Lösungen oder mit suspendierten Feststoffen arbeiten.

### Halbglanzvernickeln
Halbglanzelektrolyte sind Glanzelektrolyte mit nur einem Teil der Glanzzusätze. Diese Überzüge werden nicht aus dekorativen Gründen eingesetzt, sondern zur Verbesserung des Korrosionsschutzes in Mehrschichtsystemen.

### Schwarzvernickeln
Spezielle Zusätze führen zur Abscheidung eines anthrazitfarbenen bis schwarzen Überzugs.

### Dispersionsvernickeln
Dem Elektrolyten werden kleine Partikel zugesetzt, die dann im Nickelüberzug mit abgeschieden werden. Eines der ältesten Beispiele für diese Partikel ist Diamantpulver, der Nickelüberzug ergibt dann eine vorzügliche Nagelfeile. Andere Beispiele: Korund, Quarz, Titancarbid....
Besonders interessante Eigenschaften erhalten die Nickelüberzüge, wenn man Partikel aus Teflon oder aus Molybdändisulfid zugibt: Die Oberfläche hat dann auch ohne Öl oder andere Schmierstoffe einen sehr wirksamen und haltbaren Selbstschmier-Effekt.

### Mehrfachvernickeln
Beim Doppelvernickeln und Dreifachvernickeln werden zwei oder drei unterschiedliche Nickelüberzüge kombiniert zum Beispiel Halbglanznickel und Glanznickel. Beim Sandwich-Nickel wird zum Beispiel eine Kombination Nickel-Chrom-Nickel-Chrom eingesetzt.
Doppelnickel ist grundsätzlich eine Grundschicht aus einfachem Wattsnickel und als Deckschicht ein Glanznickel (z. B. Wattsnickel mit Zusatz von 6 g/l Saccharin als Glanzbildner und 5 mmol/l Butendiol). Hierbei erhält man hochglänzende Schichten mit guten Korrosionsschutzeigenschaften. Doppelnickel ist eine Alternative zu glanzverchromtem Nickel; es ist verfahrenstechnisch einfacher, umweltfreundlicher (keine Chromate), jedoch weniger korrosionsfest. Ein typischer Einsatz ist eine einfache Haushaltsschere: sehr gute Optik des glänzenden Nickels bei moderaten Anforderungen an die Korrosionsfestigkeit.

### Dickvernickeln
Ältere Bezeichnungen für dieses Verfahren sind Hart- oder Starkvernickeln. Dabei werden Nickelüberzüge von ca. 200 bis zu 3000 µm abgeschieden. Mit diesem Verfahren lassen sich zum Beispiel verschlissene Bauteile wieder brauchbar machen. Das Dickvernickeln konnte die Hartverchromung in manchen Bereichen verdrängen.

## Der Watts'sche Nickelelektrolyt
Die ersten Elektrolyte zur Nickelabscheidung auf Basis von Nickelsulfat werden seit 1840 beschrieben. Jedoch waren diese Elektrolyte nicht für die Oberflächenveredelung geeignet. 1916 beschrieb Oliver Patterson Watts eine heute als Watts'scher Nickelelektrolyt oder Watts-Elektrolyt bekannte Mischung, die die meisten heutigen Nickelelektrolyte zur Basis haben. Watts-Elektrolyten enthalten etwa 60 g·l−1 Nickel.
Er besteht aus:
| Nickelsulfat       | NiSO4 · 6 H2O | 240–310 g/l |
| Nickel(II)-chlorid | NiCl2 · 6 H2O | 20–50 g/l   |
| Borsäure           | H3BO3         | 20–40 g/l   |

Das Nickelsulfat ist der Hauptmetalllieferant, Nickelchlorid verbessert aufgrund des Chloridgehalts die Anodenlöslichkeit. Die Borsäure dient als Puffersubstanz, das heißt, sie hält den pH-Wert in einem bestimmten Bereich.

## Nickelsulfamat
Die Weiterentwicklung der Watts-Elektrolyte sind Nickelsulfamat-Elektrolyte, da sie bis zu 140 g·l−1 Nickel enthalten können. Eine Stromdichte von 10 mA·cm−2
entspricht einer Aufwachsrate für Nickel von 0,205 μm·min−1:12
Er besteht bei dem Hersteller Enthone/Polyclad aus:
| Nickel (Nickelsulfamatkonzentrat mit ca. 165 g·l−1 Nickel) | Ni2+  | 80 g·l−1     |
| Zusatzmittel EL (enthält Nickel(II)-bromid)                | NiBr2 | 80 ml·l−1    |
| Borsäure                                                   | H3BO3 | 30 g/l       |
| Zusatzmittel K (Netzmittel)                                |       | 5 ml·l−1     |
| Elektrolyttemperatur                                       |       | 40 °C        |
| Elektrolyt-pH                                              |       | 3,2          |
| Elektrische Stromdichte                                    |       | 1–20 mA·cm−2 |

## Chemisches Vernickeln
Das stromlose chemische Vernickeln zählt zu den Reduktionsverfahren. Die zu vernickelnden Gegenstände werden in spezielle Elektrolyte eingetaucht und ohne das Anlegen einer elektrischen Spannung scheidet sich auf der Oberfläche der Gegenstände ein Nickelüberzug ab. Das chemische Vernickeln zeichnet sich durch eine gleichmäßige Schichtdicke auch bei komplizierten Teilen und an innen liegenden Flächen aus. Außerdem zeichnen sich die Oberflächen durch eine sehr hohe Härte, eine gute Abtriebsfestigkeit, sowie einen hervorragenden Korrosionsschutz aus. Chemische Nickelüberzüge sind lötbar und (obwohl Nickel zu den ferromagnetischen Metallen zählt) nicht ferromagnetisch.
Der hell glänzende Nickelüberzug ist eine Nickel-Phosphor-Legierung, welche sich porenfrei aufträgt. Die Schichteigenschaften eines chemischen Nickelüberzugs sind von der Reinheit des Grundmaterials, der Vorbehandlung und der Schichtstärke abhängig. Meist werden Verfahren verwendet, bei denen der Phosphorgehalt zwischen 8,5 und 12 % liegt.

## Korrosionsschutz
Neben ihrer dekorativen und technischen Funktion dienen Nickelüberzüge auch dem Korrosionsschutz. Bei einem vernickelten Stahlteil ist der Mechanismus des Korrosionsschutzes jedoch anders als bei einem verzinkten Stahlteil: Das Nickel kann aufgrund seiner elektrochemischen Eigenschaften gegenüber dem Stahl nicht die Funktion einer Opferanode einnehmen, d. h. ein effektiver Korrosionsschutz ist nur bei einem dicht geschlossenen Nickelüberzug gegeben. Andernfalls kommt es an Poren und offenen Stellen schnell zum Lochfraß. Um mit einer einzelnen Nickelschicht einen komplett geschlossenen und porendichten Überzug zu erzeugen, müsste der Überzug eine beträchtliche Dicke von 25 µm oder mehr aufweisen, was aber mit hohen Kosten und technischen Nachteilen verbunden ist. Aus diesen Gründen wird ein Nickelüberzug nur selten als einzelner Überzug eingesetzt, sondern sehr häufig als Bestandteil eines Mehrschichtsystems. Beispiele für Nickelüberzüge in Mehrschichtsystemen:
- Zwischenschicht Kupfer, Deckschicht Nickel
- Zwischenschicht Kupfer, Deckschicht Nickel, zusätzliches organisches Topcoat
- Erste Zwischenschicht Kupfer, zweite Zwischenschicht Nickel, Deckschicht Chrom

## Geschichte
- 1845 wurde entdeckt, dass metallisches Nickel durch chemische Reduktion abgeschieden werden kann.[2]
- O.P. Watts entwickelt 1916 einen leistungsfähigen Elektrolyten.
- Bis ungefähr 1930 wurden Autoteile mit Kupfer und einer Deckschicht aus Nickel versehen.
- Da Nickel unter den Umweltbedingungen „anläuft“, setzte sich danach das Mehrschichtsystem Cu-Ni-Cr allmählich durch.

## Verwendung
Als dekorative Korrosionsschutzschicht hat das Vernickeln trotz der Gefahr von Nickelallergien noch heute eine hohe Bedeutung, zum Beispiel in der optischen Industrie und bei Möbelbeschlägen.
Bei Teilen mit Körperkontakt (Modeschmuck, Reißverschlüsse, Knöpfe) wurde Nickel weitgehend durch andere Metalle oder Legierungen ersetzt.